# Vuje
Vuje ist ein Verwaltungsbezirk (Ward) des Distrikts Same in der tansanischen Region Kilimandscharo.

## Geografie
Vuje liegt im Nordosten von Tansania im zentralen Teil des Südlichen Pare-Gebirges. Vom tiefsten Teil im Osten in etwa 800 Meter Seehöhe steigt das Gebiet nach Westen auf 1800 Meter an. Hier befinden sich auch ausgedehnte Wälder des Chome-Waldreservats.
Der Bezirk grenzt im Norden und im Osten an Maore, im Süden an Bombo, im Südwesten an Chome und im Nordwesten an Msindo. Bei der Volkszählung 2022 lebten 10.828 Menschen in 2579 Haushalten auf einer Fläche von 49,9 Quadratkilometern.

## Gliederung
Der Bezirk besteht aus drei Gemeinden (Mtaa) mit 17 Orten (Kitongoji):
| Vuje - Giriama - Kaingoyo - Mbula - Vuje - Mgambo | Mvango - Mvango - Kighare - Mareti - Mvangohindi - Chati - Iteshe - Msaa | Ntenga - Ntenga - Mwala - Mkumemhende - Ngara/Kibutu - Fanga |

## Wirtschaft und Infrastruktur
- Landwirtschaft: Auf kleinen Flächen werden Kaffee und Kardamom für den Verkauf und Mais, Bohnen und Bananen zur Selbstversorgung angebaut. An Tieren werden vorwiegend Kühe, Ziegen, Schafe und Hühner gehalten.[8]
- Bildung: Die Ntenga Secondary School ist eine staatliche weiterführende Schule mit einer Ausbildung für Mädchen und Burschen bis zur 4. Stufe.[9]
- Gesundheit: Die staatliche Apotheke in Ntenga führt auch kleine chirurgische Eingriffe ambulant durch.[10]